# Asgat, Zavkhan
Asgat (tiếng Mông Cổ: Асгат) là một sum của tỉnh Zavkhan ở miền tây Mông Cổ. Vào năm 2005, dân số của sum là 1.125 người.

## Địa lý
Sum có diện tích khoảng 700 km2. Trung tâm sum, Asgat, nằm cách tỉnh lỵ Uliastai 215 km và thủ đô Ulaanbaatar 1.027 km.

### Khí hậu
Asgat có khí hậu cận Bắc Cực. Nhiệt độ trung bình hàng năm ở khu vực này là -1 °C. Tháng ấm nhất là tháng 7, khi nhiệt độ trung bình là 25 °C và lạnh nhất là tháng 12, với -27 °C. Lượng mưa trung bình hàng năm là 209 mm. Tháng ẩm ướt nhất là tháng 8, với lượng mưa trung bình là 50 mm, và khô nhất là tháng 2, với 3 mm.

## Kinh tế
Sum có một trường học, bệnh viện, trung tâm thương mại, nhà văn hóa và cửa hàng thực phẩm chăn nuôi. Khu vực này phát triển ngành nông nghiệp.